# Djorkaeff/Diskografie
Diese Diskografie ist eine Übersicht über die musikalischen Werke des deutschen Liedtexters, Komponisten und Musikproduzenten Djorkaeff, der als Autor auch unter seinem bürgerlichen Namen Konstantin Scherer arbeitet. Den Schallplattenauszeichnungen zufolge hat er bisher mehr als 17,6 Millionen Tonträger verkauft, davon alleine in seiner Heimat Deutschland über 16,9 Millionen, womit er zu den Musikern mit den meisten Tonträgerverkäufen des Landes zählt. Seine erfolgreichste Veröffentlichung ist die Produktion Rooftop (Nico Santos) mit über 930.000 verkauften Einheiten.

## Alben

### Kompilationen
| Jahr | Titel Musiklabel                                       | Anmerkungen                             |
| ---- | ------------------------------------------------------ | --------------------------------------- |
| 2004 | 360° 2 Jubeko Records • FM Recordz (Jubeko)            | Erstveröffentlichung: 14. Dezember 2004 |
| 2005 | Memories Pt. 2 Jubeko Records (Jubeko)                 | Erstveröffentlichung: 2005 mit Yanek    |
| 2006 | Memories 3: The American Drive Jubeko Records (Jubeko) | Erstveröffentlichung: 2006              |

### Soundtracks
| Jahr | Titel Musiklabel                                         | Anmerkungen                              |
| ---- | -------------------------------------------------------- | ---------------------------------------- |
| 2013 | Fack ju Göhte Polydor (UMG)                              | Erstveröffentlichung: 8. November 2013   |
| 2015 | 3 Türken und ein Baby Very Us Records (WVG)              | Erstveröffentlichung: 23. Januar 2015    |
| 2015 | Fack ju Göhte 2 Polydor (UMG)                            | Erstveröffentlichung: 11. September 2015 |
| 2015 | Macho Man Bavaria Sonor Records (BSR)                    | Erstveröffentlichung: 23. Oktober 2015   |
| 2017 | Mein Blind Date mit dem Leben Amboss Recordings (Amboss) | Erstveröffentlichung: 26. Januar 2017    |
| 2017 | Fack ju Göhte 3 Polydor (UMG)                            | Erstveröffentlichung: 17. November 2017  |

## Singles
| Jahr | Titel Album | Höchstplatzierung, Gesamtwochen, AuszeichnungChartplatzierungen (Jahr, Titel, Album, Platzierungen, Wochen, Auszeichnungen, Anmerkungen) | Höchstplatzierung, Gesamtwochen, AuszeichnungChartplatzierungen (Jahr, Titel, Album, Platzierungen, Wochen, Auszeichnungen, Anmerkungen) | Höchstplatzierung, Gesamtwochen, AuszeichnungChartplatzierungen (Jahr, Titel, Album, Platzierungen, Wochen, Auszeichnungen, Anmerkungen) | Anmerkungen                                                              |
| Jahr | Titel Album | DE | AT | CH | Anmerkungen                                                              |
| ---- | ----------- | --- | --- | --- | ------------------------------------------------------------------------ |
| 2021 | Sommer –    | DE3 (7 Wo.)DE | AT13 (4 Wo.)AT | CH20 (2 Wo.)CH | Erstveröffentlichung: 3. Juni 2021 mit Beatzarre feat. Capital Bra & Lea |

## Musikvideos
| Jahr | Titel  | Regie          |
| ---- | ------ | -------------- |
| 2021 | Sommer | Serge Mattukat |

## Autorenbeteiligungen und Produktionen
Djorkaeff als Autor (A) und Produzent (P) in den Charts

| Jahr | Titel Interpretation                                          | Höchstplatzierung, Gesamtwochen, AuszeichnungChartplatzierungen (Jahr, Titel, Interpretation, Platzierungen, Wochen, Auszeichnungen, Anmerkungen) | Höchstplatzierung, Gesamtwochen, AuszeichnungChartplatzierungen (Jahr, Titel, Interpretation, Platzierungen, Wochen, Auszeichnungen, Anmerkungen) | Höchstplatzierung, Gesamtwochen, AuszeichnungChartplatzierungen (Jahr, Titel, Interpretation, Platzierungen, Wochen, Auszeichnungen, Anmerkungen) | Anmerkungen                                                  |
| Jahr | Titel Interpretation                                          | DE | AT | CH | Anmerkungen                                                  |
| --- | ------------------------------------------------------------- | --- | --- | --- | ------------------------------------------------------------ |
| 2009 | Check mich aus A, P Fler                                      | DE74 (3 Wo.)DE | — | — | Erstveröffentlichung: 20. März 2009                          |
| 2009 | Ich sing nicht mehr für dich A, P Fler feat. Doreen           | DE33 (9 Wo.)DE | — | — | Erstveröffentlichung: 10. April 2009                         |
| 2009 | Braves Mädchen A, P Kitty Kat                                 | DE58 (4 Wo.)DE | AT54 (2 Wo.)AT | — | Erstveröffentlichung: 18. August 2009                        |
| 2009 | Hey du! A, P Sido                                             | DE4 (16 Wo.)DE | AT12 (14 Wo.)AT | CH21 (11 Wo.)CH | Erstveröffentlichung: 16. Oktober 2009                       |
| 2010 | Alles wird gut A, P Bushido                                   | DE10 (10 Wo.)DE | AT12 (10 Wo.)AT | CH20 (5 Wo.)CH | Erstveröffentlichung: 5. Februar 2010                        |
| 2010 | Sie bleibt A, P Sido                                          | DE21 (9 Wo.)DE | AT18 (11 Wo.)AT | CH39 (5 Wo.)CH | Erstveröffentlichung: 9. April 2010                          |
| 2010 | Ich brech die Herzen A, P Kay One                             | DE67 (1 Wo.)DE | — | — | Erstveröffentlichung: 30. April 2010                         |
| 2010 | Der Himmel soll warten A Sido feat. Adel Tawil                | DE2 Platin · (26 Wo.)DE | AT4 (20 Wo.)AT | CH28 (8 Wo.)CH | Erstveröffentlichung: 11. Mai 2010 Verkäufe: + 300.000       |
| 2010 | Das alles ist Deutschland P Fler feat. Bushido                | DE28 (5 Wo.)DE | — | — | Erstveröffentlichung: 4. Juni 2010                           |
| 2010 | Fackeln im Wind P Bushido feat. Kay One                       | DE6 (10 Wo.)DE | AT52 (1 Wo.)AT | — | Erstveröffentlichung: 11. Juni 2010                          |
| 2010 | Berlins Most Wanted A Berlins Most Wanted                     | DE31 (3 Wo.)DE | AT57 (2 Wo.)AT | — | Erstveröffentlichung: 8. Oktober 2010                        |
| 2011 | Gebt alles A, P Cassandra Steen                               | DE31 (9 Wo.)DE | — | — | Erstveröffentlichung: 1. April 2011                          |
| 2011 | Vergiss mich A, P Bushido feat. J-Luv                         | DE19 (7 Wo.)DE | AT26 (6 Wo.)AT | CH34 (2 Wo.)CH | Erstveröffentlichung: 22. April 2011                         |
| 2011 | Wärst du immer noch hier? A, P Bushido                        | DE44 (2 Wo.)DE | AT48 (2 Wo.)AT | CH68 (1 Wo.)CH | Erstveröffentlichung: 3. Juni 2011                           |
| 2011 | Tanz A, P Cassandra Steen                                     | DE28 (5 Wo.)DE | AT30 (2 Wo.)AT | — | Erstveröffentlichung: 5. August 2011                         |
| 2011 | Spiegelbild A, P Fler                                         | DE38 (1 Wo.)DE | AT73 (1 Wo.)AT | — | Erstveröffentlichung: 2. September 2011                      |
| 2011 | So mach ich es A, P 23                                        | DE23 (4 Wo.)DE | AT32 (7 Wo.)AT | CH37 (2 Wo.)CH | Erstveröffentlichung: 30. September 2011                     |
| 2011 | Geboren um frei zu sein A, P Sido                             | DE41 (7 Wo.)DE | AT19 (10 Wo.)AT | — | Erstveröffentlichung: 24. November 2011                      |
| 2011 | Erwachsen sein P 23 feat. Peter Maffay                        | DE29 (8 Wo.)DE | AT29 (6 Wo.)AT | — | Erstveröffentlichung: 9. Dezember 2011                       |
| 2012 | Do You Like What You See A Ivy Quainoo                        | DE2 Gold · (15 Wo.)DE | AT8 (13 Wo.)AT | CH12 (6 Wo.)CH | Erstveröffentlichung: 3. Februar 2012 Verkäufe: + 150.000    |
| 2012 | I Need a Girl (Part III) A, P Kay One feat. Mario Winans      | DE29 (8 Wo.)DE | AT44 (1 Wo.)AT | CH39 (2 Wo.)CH | Erstveröffentlichung: 17. Februar 2012                       |
| 2012 | Bleib wach A, P Fler & Silla                                  | DE79 (1 Wo.)DE | — | — | Erstveröffentlichung: 24. Februar 2012                       |
| 2012 | Kleine Bushidos A, P Bushido                                  | DE45 (1 Wo.)DE | AT46 (1 Wo.)AT | CH52 (1 Wo.)CH | Erstveröffentlichung: 5. Oktober 2012                        |
| 2012 | Lass mich allein A, P Bushido                                 | DE61 (1 Wo.)DE | AT52 (1 Wo.)AT | CH34 (1 Wo.)CH | Erstveröffentlichung: 12. Oktober 2012                       |
| 2013 | Bilder im Kopf A, P Sido                                      | DE5 ×5Fünffachgold · (48 Wo.)DE | AT2 (40 Wo.)AT | CH4 Platin · (33 Wo.)CH | Erstveröffentlichung: 11. Januar 2013 Verkäufe: + 780.000    |
| 2013 | Panamera Flow A, P Bushido & Shindy                           | DE51 Gold · (1 Wo.)DE | AT51 (1 Wo.)AT | — | Erstveröffentlichung: 15. März 2013 Verkäufe: + 150.000      |
| 2013 | Stress ohne Grund A, P Shindy feat. Bushido                   | DE19 (1 Wo.)DE | AT21 (2 Wo.)AT | CH45 (1 Wo.)CH | Erstveröffentlichung: 12. Juli 2013                          |
| 2013 | Lieder P Adel Tawil                                           | DE2 ×2Doppelplatin · (46 Wo.)DE | AT1 Gold · (41 Wo.)AT | CH6 Platin · (33 Wo.)CH | Erstveröffentlichung: 25. Oktober 2013 Verkäufe: + 645.000   |
| 2013 | Aschenflug A, P Adel Tawil feat. Prinz Pi & Sido              | DE18 (6 Wo.)DE | AT33 (3 Wo.)AT | CH41 (1 Wo.)CH | Erstveröffentlichung: 1. November 2013                       |
| 2014 | Gangsta Rap Kings A, P Bushido feat. Farid Bang & Kollegah    | DE45 (1 Wo.)DE | AT74 (1 Wo.)AT | — | Erstveröffentlichung: 24. Januar 2014                        |
| 2014 | Hallo?! A, P SAM                                              | DE74 (2 Wo.)DE | — | — | Erstveröffentlichung: 21. Februar 2014                       |
| 2014 | The One A, P Aneta Sablik                                     | DE1 Gold · (14 Wo.)DE | AT1 (9 Wo.)AT | CH1 (5 Wo.)CH | Erstveröffentlichung: 6. Mai 2014 Verkäufe: + 150.000        |
| 2014 | Zuhause A, P Adel Tawil feat. Matisyahu                       | DE23 Gold · (22 Wo.)DE | AT6 (20 Wo.)AT | CH64 (2 Wo.)CH | Erstveröffentlichung: 4. Juli 2014 Verkäufe: + 200.000       |
| 2014 | Zwischen Zeit und Raum P Nazar feat. Falco                    | — | AT14 (11 Wo.)AT | — | Erstveröffentlichung: 15. August 2014                        |
| 2014 | JFK A, P Shindy                                               | DE56 (1 Wo.)DE | AT69 (1 Wo.)AT | — | Erstveröffentlichung: 19. September 2014                     |
| 2014 | Sterne A, P Shindy feat. Bushido                              | DE40 (1 Wo.)DE | AT42 (1 Wo.)AT | — | Erstveröffentlichung: 8. Oktober 2014                        |
| 2015 | Holding On A, P Mr. Da-Nos feat. Nico Santos                  | — | — | CH42 (2 Wo.)CH | Erstveröffentlichung: 20. Februar 2015                       |
| 2015 | Die Nacht von Freitag auf Montag A Peter Wackel               | DE— GoldDE | — | — | Erstveröffentlichung: 11. Juli 2015 Verkäufe: + 200.000      |
| 2015 | Brot brechen A, P Bushido & Shindy                            | DE87 (1 Wo.)DE | — | — | Erstveröffentlichung: 21. Oktober 2015                       |
| 2015 | G$D A, P Bushido & Shindy                                     | DE93 (1 Wo.)DE | — | — | Erstveröffentlichung: 29. Oktober 2015                       |
| 2015 | Cla$$ic A, P Bushido & Shindy                                 | DE62 (1 Wo.)DE | AT58 (1 Wo.)AT | CH75 (1 Wo.)CH | Erstveröffentlichung: 4. November 2015                       |
| 2016 | Wir sind groß A, P Mark Forster                               | DE3 Platin · (29 Wo.)DE | AT18 Gold · (20 Wo.)AT | CH16 Platin · (20 Wo.)CH | Erstveröffentlichung: 1. April 2016 Verkäufe: + 445.000      |
| 2016 | Roli P Shindy                                                 | DE14 (6 Wo.)DE | AT26 (1 Wo.)AT | CH38 (1 Wo.)CH | Erstveröffentlichung: 14. Juli 2016                          |
| 2016 | Dreams A, P Shindy                                            | DE93 (1 Wo.)DE | — | — | Erstveröffentlichung: 6. Oktober 2016                        |
| 2016 | Statements A, P Shindy feat. Bushido                          | DE67 (1 Wo.)DE | AT63 (1 Wo.)AT | CH83 (1 Wo.)CH | Erstveröffentlichung: 10. November 2016                      |
| 2017 | So schön kaputt A, P SDP                                      | DE40 Gold · (14 Wo.)DE | — | — | Erstveröffentlichung: 13. Januar 2017 Verkäufe: + 200.000    |
| 2017 | Lost in You A, P Lena                                         | DE58 (1 Wo.)DE | AT72 (1 Wo.)AT | — | Erstveröffentlichung: 14. April 2017                         |
| 2017 | Sodom und Gomorrha A, P Bushido                               | DE20 (6 Wo.)DE | AT37 (3 Wo.)AT | CH42 (2 Wo.)CH | Erstveröffentlichung: 19. Mai 2017                           |
| 2017 | Papa A, P Bushido                                             | DE17 Gold · (7 Wo.)DE | AT26 (5 Wo.)AT | CH25 (3 Wo.)CH | Erstveröffentlichung: 26. Mai 2017 Verkäufe: + 200.000       |
| 2017 | Fallout A, P Bushido                                          | DE69 (1 Wo.)DE | — | — | Erstveröffentlichung: 2. Juni 2017                           |
| 2017 | If I Wasn’t Your Daughter A, P Lena                           | DE35 (4 Wo.)DE | AT54 (2 Wo.)AT | CH31 (3 Wo.)CH | Erstveröffentlichung: 6. Juni 2017                           |
| 2017 | Für immer und immer A, P Prinz Pi                             | DE94 (1 Wo.)DE | — | — | Erstveröffentlichung: 28. Juli 2017                          |
| 2017 | Hellrot A, P Prinz Pi feat. Bosse                             | DE82 (1 Wo.)DE | — | — | Erstveröffentlichung: 4. August 2017                         |
| 2017 | Achterbahn A Helene Fischer                                   | DE10 Platin · (14 Wo.)DE | AT37 Platin · (1 Wo.)AT | CH25 (3 Wo.)CH | Erstveröffentlichung: 8. September 2017 Verkäufe: + 430.000  |
| 2017 | Letzte Liebe A, P Prinz Pi                                    | DE43 (10 Wo.)DE | — | — | Erstveröffentlichung: 22. September 2017                     |
| 2017 | Rooftop P Nico Santos                                         | DE5 ×2Doppelplatin · (32 Wo.)DE | AT2 Platin · (24 Wo.)AT | CH5 ×5Fünffachplatin · (29 Wo.)CH | Erstveröffentlichung: 29. September 2017 Verkäufe: + 930.000 |
| 2018 | Safe A, P Nico Santos                                         | DE24 Gold · (18 Wo.)DE | AT23 Gold · (16 Wo.)AT | CH36 ×2Doppelplatin · (16 Wo.)CH | Erstveröffentlichung: 1. Juni 2018 Verkäufe: + 255.000       |
| 2018 | Immer wenn wir uns sehn A, P Cyril & Lea                      | DE16 Platin · (32 Wo.)DE | AT59 (8 Wo.)AT | — | Erstveröffentlichung: 17. August 2018 Verkäufe: + 400.000    |
| 2018 | Kiss Me A Rea Garvey                                          | DE91 (3 Wo.)DE | — | CH39 (16 Wo.)CH | Erstveröffentlichung: 24. August 2018                        |
| 2018 | Roli Glitzer Glitzer A, P Capital Bra feat. Eno & Luciano     | DE1 Gold · (12 Wo.)DE | AT4 (6 Wo.)AT | CH7 (2 Wo.)CH | Erstveröffentlichung: 19. Oktober 2018 Verkäufe: + 200.000   |
| 2018 | Tausend Tattoos A, P Sido                                     | DE2 ×3Dreifachgold · (29 Wo.)DE | AT3 (28 Wo.)AT | CH3 (26 Wo.)CH | Erstveröffentlichung: 26. Oktober 2018 Verkäufe: + 600.000   |
| 2018 | Ich liebe es A, P Capital Bra feat. Samy & Xatar              | DE3 Gold · (20 Wo.)DE | AT6 (17 Wo.)AT | CH13 (7 Wo.)CH | Erstveröffentlichung: 26. Oktober 2018 Verkäufe: + 200.000   |
| 2018 | Benzema A, P Capital Bra                                      | DE1 Platin · (23 Wo.)DE | AT2 (16 Wo.)AT | CH2 (12 Wo.)CH | Erstveröffentlichung: 21. Dezember 2018 Verkäufe: + 400.000  |
| 2019 | Prinzessa A, P Capital Bra                                    | DE1 Platin · (23 Wo.)DE | AT1 (24 Wo.)AT | CH1 (11 Wo.)CH | Erstveröffentlichung: 25. Januar 2019 Verkäufe: + 400.000    |
| 2019 | Wir ticken A, P Capital Bra feat. Samra                       | DE1 Gold · (13 Wo.)DE | AT1 (13 Wo.)AT | CH1 (10 Wo.)CH | Erstveröffentlichung: 15. März 2019 Verkäufe: + 200.000      |
| 2019 | Harami A, P Samra                                             | DE1 Gold · (11 Wo.)DE | AT1 (9 Wo.)AT | CH1 (7 Wo.)CH | Erstveröffentlichung: 5. April 2019 Verkäufe: + 200.000      |
| 2019 | Vincent P Sarah Connor                                        | DE9 Platin · (48 Wo.)DE | AT2 Platin · (32 Wo.)AT | CH38 Platin · (12 Wo.)CH | Erstveröffentlichung: 5. April 2019 Verkäufe: + 450.000      |
| 2019 | Shoote ma Shoote A, P Samra                                   | DE14 (8 Wo.)DE | AT13 (8 Wo.)AT | CH15 (6 Wo.)CH | Erstveröffentlichung: 10. April 2019                         |
| 2019 | Rolex A, P Capital Bra feat. KC Rebell & Summer Cem           | DE2 Gold · (17 Wo.)DE | AT1 (16 Wo.)AT | CH1 (13 Wo.)CH | Erstveröffentlichung: 12. April 2019 Verkäufe: + 200.000     |
| 2019 | Ghetto A, P Samra feat. Brudi030, Capital Bra & Kalazh44      | DE9 (6 Wo.)DE | AT11 (5 Wo.)AT | CH15 (5 Wo.)CH | Erstveröffentlichung: 6. Mai 2019                            |
| 2019 | Wieder Lila A, P Capital Bra & Samra                          | DE1 Platin · (38 Wo.)DE | AT1 (35 Wo.)AT | CH2 (27 Wo.)CH | Erstveröffentlichung: 17. Mai 2019 Verkäufe: + 400.000       |
| 2019 | La Haine A, P Luciano                                         | DE4 Gold · (16 Wo.)DE | AT4 (8 Wo.)AT | CH4 Platin · (8 Wo.)CH | Erstveröffentlichung: 31. Mai 2019 Verkäufe: + 220.000       |
| 2019 | Tilidin A, P Capital Bra & Samra                              | DE1 ×3Dreifachgold · (40 Wo.)DE | AT1 ×2Doppelplatin · (38 Wo.)AT | CH1 (35 Wo.)CH | Erstveröffentlichung: 21. Juni 2019 Verkäufe: + 660.000      |
| 2019 | Zombie A, P Capital Bra & Samra                               | DE1 Gold · (14 Wo.)DE | AT2 (9 Wo.)AT | CH6 (7 Wo.)CH | Erstveröffentlichung: 12. Juli 2019 Verkäufe: + 200.000      |
| 2019 | Nummer 1 A, P Capital Bra & Samra                             | DE1 Gold · (11 Wo.)DE | AT1 (6 Wo.)AT | CH2 (6 Wo.)CH | Erstveröffentlichung: 23. August 2019 Verkäufe: + 200.000    |
| 2019 | Huracan A, P Capital Bra & Samra                              | DE3 Gold · (13 Wo.)DE | AT2 (13 Wo.)AT | CH3 (9 Wo.)CH | Erstveröffentlichung: 5. September 2019 Verkäufe: + 200.000  |
| 2019 | 194 Länder A, P Mark Forster                                  | DE13 ×3Dreifachgold · (34 Wo.)DE | AT14 (28 Wo.)AT | CH48 Platin · (16 Wo.)CH | Erstveröffentlichung: 13. September 2019 Verkäufe: + 620.000 |
| 2019 | 110 A, P Capital Bra & Samra feat. Lea                        | DE1 ×2Doppelplatin · (44 Wo.)DE | AT2 Gold · (38 Wo.)AT | CH2 (37 Wo.)CH | Erstveröffentlichung: 20. September 2019 Verkäufe: + 815.000 |
| 2019 | Einmal im Leben A, P Wincent Weiss                            | DE60 (1 Wo.)DE | — | CH37 (1 Wo.)CH | Erstveröffentlichung: 20. September 2019                     |
| 2019 | Berlin lebt wie nie zuvor A, P Capital Bra & Samra            | DE5 (9 Wo.)DE | AT5 (5 Wo.)AT | CH5 (5 Wo.)CH | Erstveröffentlichung: 4. Oktober 2019                        |
| 2019 | 110 (Prolog) A, P Lea                                         | DE43 Gold · (10 Wo.)DE | — | CH80 (1 Wo.)CH | Erstveröffentlichung: 18. Oktober 2019 Verkäufe: + 200.000   |
| 2019 | Play with Fire A, P Nico Santos                               | DE54 Gold · (13 Wo.)DE | AT59 (6 Wo.)AT | CH66 Gold · (11 Wo.)CH | Erstveröffentlichung: 1. November 2019 Verkäufe: + 210.000   |
| 2019 | Meine 3 Minuten A, P Freschta Akbarzada feat. Sido            | DE33 (4 Wo.)DE | AT51 (2 Wo.)AT | CH4 (10 Wo.)CH | Erstveröffentlichung: 10. November 2019                      |
| 2019 | Der Bratan bleibt der gleiche A, P Capital Bra                | DE1 (11 Wo.)DE | AT1 (9 Wo.)AT | CH2 (9 Wo.)CH | Erstveröffentlichung: 29. November 2019                      |
| 2019 | Colt A Samra                                                  | DE2 Gold · (14 Wo.)DE | AT3 (9 Wo.)AT | CH2 (9 Wo.)CH | Erstveröffentlichung: 6. Dezember 2019 Verkäufe: + 200.000   |
| 2019 | 95 BPM A Samra                                                | DE16 (5 Wo.)DE | AT46 (1 Wo.)AT | CH23 (2 Wo.)CH | Erstveröffentlichung: 11. Dezember 2019                      |
| 2020 | Zu Ende A, P Samra feat. Elif                                 | DE4 Gold · (13 Wo.)DE | AT3 Gold · (7 Wo.)AT | CH8 (4 Wo.)CH | Erstveröffentlichung: 24. Januar 2020 Verkäufe: + 215.000    |
| 2020 | Mon Ami A Samra                                               | DE3 (8 Wo.)DE | AT3 Gold · (6 Wo.)AT | CH4 (5 Wo.)CH | Erstveröffentlichung: 29. Januar 2020 Verkäufe: + 15.000     |
| 2020 | Amex Black A, P Joker Bra                                     | DE14 (3 Wo.)DE | AT15 (3 Wo.)AT | CH31 (2 Wo.)CH | Erstveröffentlichung: 14. Februar 2020                       |
| 2020 | Schüsse im Regen A Samra                                      | DE3 (5 Wo.)DE | AT5 (3 Wo.)AT | CH6 (3 Wo.)CH | Erstveröffentlichung: 21. Februar 2020                       |
| 2020 | 100k Cash A, P Capital Bra feat. Samra                        | DE3 (5 Wo.)DE | AT2 (5 Wo.)AT | CH3 (4 Wo.)CH | Erstveröffentlichung: 28. Februar 2020                       |
| 2020 | 6 Uhr A, P Samra                                              | DE6 (5 Wo.)DE | AT7 (3 Wo.)AT | CH11 (3 Wo.)CH | Erstveröffentlichung: 6. März 2020                           |
| 2020 | Treppenhaus A Lea                                             | DE18 Platin · (21 Wo.)DE | AT48 (13 Wo.)AT | CH96 (2 Wo.)CH | Erstveröffentlichung: 6. März 2020 Verkäufe: + 400.000       |
| 2020 | Berlin A, P Samra feat. Capital Bra                           | DE2 (8 Wo.)DE | AT2 (6 Wo.)AT | CH3 (6 Wo.)CH | Erstveröffentlichung: 13. März 2020                          |
| 2020 | Move A, P Badmómzjay                                          | DE27 (4 Wo.)DE | AT35 (1 Wo.)AT | CH84 (1 Wo.)CH | Erstveröffentlichung: 10. April 2020                         |
| 2020 | 365 Tage A, P Samra feat. Capital Bra                         | DE4 (6 Wo.)DE | AT4 (4 Wo.)AT | CH7 (4 Wo.)CH | Erstveröffentlichung: 17. April 2020                         |
| 2020 | Tick Tash A, P Joker Bra                                      | DE85 (1 Wo.)DE | — | — | Erstveröffentlichung: 17. April 2020                         |
| 2020 | Nicht verdient A, P Capital Bra feat. Loredana                | DE1 Gold · (13 Wo.)DE | AT1 Gold · (10 Wo.)AT | CH1 (9 Wo.)CH | Erstveröffentlichung: 30. April 2020 Verkäufe: + 215.000     |
| 2020 | Übermorgen A, P Mark Forster                                  | DE7 ×3Dreifachgold · (56 Wo.)DE | AT10 Platin · (43 Wo.)AT | CH18 Platin · (44 Wo.)CH | Erstveröffentlichung: 1. Mai 2020 Verkäufe: + 650.000        |
| 2020 | Okay A Lea                                                    | DE85 (2 Wo.)DE | — | — | Erstveröffentlichung: 15. Mai 2020                           |
| 2020 | Komm Komm A, P Capital Bra                                    | DE2 (5 Wo.)DE | AT2 (4 Wo.)AT | CH3 (4 Wo.)CH | Erstveröffentlichung: 21. Mai 2020                           |
| 2020 | Rollercoaster A, P Badmómzjay                                 | DE41 (1 Wo.)DE | — | — | Erstveröffentlichung: 21. Mai 2020                           |
| 2020 | Ich weiß nicht mal wie sie heißt A, P Capital Bra feat. Bozza | DE3 (10 Wo.)DE | AT2 Gold · (8 Wo.)AT | CH3 (5 Wo.)CH | Erstveröffentlichung: 19. Juni 2020 Verkäufe: + 15.000       |
| 2020 | Andere Welt A, P Capital Bra feat. Clueso & KC Rebell         | DE2 (16 Wo.)DE | AT2 Gold · (14 Wo.)AT | CH3 (10 Wo.)CH | Erstveröffentlichung: 24. Juli 2020 Verkäufe: + 15.000       |
| 2020 | Fastlane A, P Jamule feat. Santos                             | DE9 (8 Wo.)DE | AT17 Gold · (4 Wo.)AT | CH29 (3 Wo.)CH | Erstveröffentlichung: 31. Juli 2020 Verkäufe: + 15.000       |
| 2020 | Frühstück in Paris A, P Capital Bra feat. Cro                 | DE1 Gold · (14 Wo.)DE | AT1 Gold · (14 Wo.)AT | CH3 (12 Wo.)CH | Erstveröffentlichung: 21. August 2020 Verkäufe: + 215.000    |
| 2020 | T.H.A.L A, P Badmómzjay                                       | DE43 (1 Wo.)DE | — | — | Erstveröffentlichung: 4. September 2020                      |
| 2020 | Bist du okay A Mark Forster & Vize                            | DE11 Gold · (25 Wo.)DE | AT46 (9 Wo.)AT | CH55 (1 Wo.)CH | Erstveröffentlichung: 25. September 2020 Verkäufe: + 200.000 |
| 2020 | Rohdiamant ٢٠٢٠ A, P Samra                                    | DE1 (8 Wo.)DE | AT3 (5 Wo.)AT | CH4 (6 Wo.)CH | Erstveröffentlichung: 2. Oktober 2020                        |
| 2020 | Mailbox A, P Dardan feat. Hava                                | DE7 Gold · (7 Wo.)DE | AT21 (3 Wo.)AT | CH21 Platin · (3 Wo.)CH | Erstveröffentlichung: 2. Oktober 2020 Verkäufe: + 220.000    |
| 2020 | Monet A, P Alligatoah & Sido                                  | DE9 Gold · (16 Wo.)DE | AT29 (3 Wo.)AT | CH74 (1 Wo.)CH | Erstveröffentlichung: 16. Oktober 2020 Verkäufe: + 300.000   |
| 2020 | B.L.F.L. A, P Azet & Capital Bra                              | DE4 (4 Wo.)DE | AT6 (3 Wo.)AT | CH5 (3 Wo.)CH | Erstveröffentlichung: 30. Oktober 2020                       |
| 2020 | Das Leben (du warst schon immer so) A Lea                     | DE88 (1 Wo.)DE | — | — | Erstveröffentlichung: 6. November 2020                       |
| 2020 | Kennst du das ?! A, P Samra                                   | DE1 (3 Wo.)DE | AT8 (2 Wo.)AT | CH9 (2 Wo.)CH | Erstveröffentlichung: 13. November 2020                      |
| 2020 | Du tust es immer wieder A Lea                                 | DE79 (1 Wo.)DE | — | — | Erstveröffentlichung: 19. November 2020                      |
| 2021 | SMS A, P Samra                                                | DE6 (4 Wo.)DE | AT15 (2 Wo.)AT | CH18 (2 Wo.)CH | Erstveröffentlichung: 19. Februar 2021                       |
| 2021 | Aventador A, P Capital Bra feat. Jamule                       | DE4 (4 Wo.)DE | AT7 (4 Wo.)AT | CH11 (3 Wo.)CH | Erstveröffentlichung: 5. März 2021                           |
| 2021 | Leere Hände A, P Santos feat. Samra & Sido                    | DE2 (12 Wo.)DE | AT5 (8 Wo.)AT | CH5 (13 Wo.)CH | Erstveröffentlichung: 9. April 2021                          |
| 2021 | Blessed A, P Cro feat. Capital Bra                            | DE2 Gold · (13 Wo.)DE | AT2 Platin · (11 Wo.)AT | CH8 (6 Wo.)CH | Erstveröffentlichung: 30. April 2021 Verkäufe: + 230.000     |
| 2021 | Sommer A, P Beatzarre & Djorkaeff feat. Capital Bra & Lea     | DE3 (7 Wo.)DE | AT13 (4 Wo.)AT | CH20 (2 Wo.)CH | Erstveröffentlichung: 3. Juni 2021                           |
| 2021 | Schwarz A Lea feat. Casper                                    | DE7 Gold · (16 Wo.)DE | AT41 (3 Wo.)AT | CH70 (1 Wo.)CH | Erstveröffentlichung: 2. Juli 2021 Verkäufe: + 200.000       |
| 2021 | Kampfsport A, P Farid Bang feat. Capital Bra                  | DE15 (3 Wo.)DE | AT22 (1 Wo.)AT | CH20 (2 Wo.)CH | Erstveröffentlichung: 2. Juli 2021                           |
| 2021 | Die zwei kenn ich A, P Capital Bra feat. King Khalil          | DE19 (2 Wo.)DE | AT26 (1 Wo.)AT | CH33 (1 Wo.)CH | Erstveröffentlichung: 8. Juli 2021                           |
| 2021 | Mbappé A, P Capital Bra feat. Farid Bang & Kontra K           | DE27 (1 Wo.)DE | AT54 (1 Wo.)AT | CH85 (1 Wo.)CH | Erstveröffentlichung: 16. Juli 2021                          |
| 2021 | Die Wahrheit ist kein Hit A, P Capital Bra                    | DE93 (1 Wo.)DE | — | — | Erstveröffentlichung: 19. Juli 2021                          |
| 2021 | Vamos a marte A, P Helene Fischer feat. Luis Fonsi            | DE2 Gold · (15 Wo.)DE | AT10 Gold · (8 Wo.)AT | CH7 (2 Wo.)CH | Erstveröffentlichung: 6. August 2021 Verkäufe: + 215.000     |
| 2021 | Wenn du mich lässt A, P Lea                                   | DE22 Gold · (20 Wo.)DE | AT52 (8 Wo.)AT | CH87 (1 Wo.)CH | Erstveröffentlichung: 20. August 2021 Verkäufe: + 200.000    |
| 2021 | Hops A, P Capital Bra feat. Ngee                              | DE31 (1 Wo.)DE | AT50 (1 Wo.)AT | CH53 (1 Wo.)CH | Erstveröffentlichung: 27. August 2021                        |
| 2021 | Parfum A, P Lea                                               | DE43 (4 Wo.)DE | — | — | Erstveröffentlichung: 17. September 2021                     |
| 2021 | Mond A Montez feat. Badmómzjay                                | DE10 (7 Wo.)DE | AT30 (3 Wo.)AT | CH55 (1 Wo.)CH | Erstveröffentlichung: 30. September 2021                     |
| 2021 | Null auf 100 A Helene Fischer                                 | DE23 Gold · (8 Wo.)DE | AT65 (2 Wo.)AT | CH57 (2 Wo.)CH | Erstveröffentlichung: 14. Oktober 2021 Verkäufe: + 200.000   |
| 2021 | Dein Song A, P Cro                                            | DE15 (4 Wo.)DE | AT19 (3 Wo.)AT | CH37 (1 Wo.)CH | Erstveröffentlichung: 29. Oktober 2021                       |
| 2021 | Küsse wie Gift A, P Lea feat. Luna                            | DE19 (9 Wo.)DE | AT50 (1 Wo.)AT | CH70 (1 Wo.)CH | Erstveröffentlichung: 4. November 2021                       |
| 2021 | Ein Jahr A, P Capital Bra feat. Montez                        | DE4 (8 Wo.)DE | AT12 (2 Wo.)AT | CH17 (3 Wo.)CH | Erstveröffentlichung: 18. November 2021                      |
| 2022 | Quit A, P Capital Bra feat. ART & Mvna                        | DE20 (4 Wo.)DE | AT39 (1 Wo.)AT | CH46 (1 Wo.)CH | Erstveröffentlichung: 4. Februar 2022                        |
| 2022 | Social Media A, P Kontra K                                    | DE28 (1 Wo.)DE | — | — | Erstveröffentlichung: 17. Februar 2022                       |
| 2022 | Nur ein Song (I Need Some Sleep) A, P Capital Bra             | DE22 (2 Wo.)DE | AT24 (1 Wo.)AT | CH27 (2 Wo.)CH | Erstveröffentlichung: 4. März 2022                           |
| 2022 | Gott ist mein Zeuge A, P Capital Bra                          | DE23 (1 Wo.)DE | AT29 (1 Wo.)AT | CH27 (1 Wo.)CH | Erstveröffentlichung: 9. März 2022                           |
| 2022 | Für den Himmel durch die Hölle A, P Kontra K                  | DE8 (3 Wo.)DE | AT43 (1 Wo.)AT | CH59 (1 Wo.)CH | Erstveröffentlichung: 17. März 2022                          |
| 2022 | Mond A, P Clueso feat. Elif                                   | DE58 (1 Wo.)DE | — | — | Erstveröffentlichung: 21. April 2022                         |
| 2022 | Gib mir kein’ Grund A, P Kontra K                             | DE45 (1 Wo.)DE | — | — | Erstveröffentlichung: 28. April 2022                         |
| 2022 | Wieder 2015 A, P Kontra K                                     | DE17 (2 Wo.)DE | — | CH92 (1 Wo.)CH | Erstveröffentlichung: 2. Juni 2022                           |
| 2022 | Eigentlich A, P Lea feat. 01099                               | DE19 (7 Wo.)DE | AT48 (1 Wo.)AT | CH64 (1 Wo.)CH | Erstveröffentlichung: 15. Juli 2022                          |
| 2022 | Adam & Eva A, P Kontra K                                      | DE30 (1 Wo.)DE | — | — | Erstveröffentlichung: 4. August 2022                         |
| 2022 | Dieses Leben… A, P Samra                                      | DE45 (1 Wo.)DE | — | CH93 (1 Wo.)CH | Erstveröffentlichung: 16. September 2022                     |
| 2022 | Memories & Stories A Mark Forster                             | DE93 (1 Wo.)DE | — | — | Erstveröffentlichung: 13. Oktober 2022                       |
| 2023 | Summertime A, P Kontra K feat. Lana Del Rey                   | DE1 Gold · (42 Wo.)DE | AT6 (14 Wo.)AT | CH24 (8 Wo.)CH | Erstveröffentlichung: 10. August 2023 Verkäufe: + 300.000    |
| 2023 | Die Sonne A, P Kontra K feat. Santos                          | DE1 Gold · (23 Wo.)DE | AT18 (3 Wo.)AT | CH21 (2 Wo.)CH | Erstveröffentlichung: 8. November 2023 Verkäufe: + 300.000   |
| 2025 | Ficka A, P Sarah Connor                                       | DE33 (… Wo.)DE | — | — | Erstveröffentlichung: 10. April 2025                         |
| Folgende Lieder erschienen nicht als Single, wurden aber durch das Album zum Download und Streaming bereitgestellt und konnten somit eine Platzierung erlangen: |                                                               | | | |                                                              |
| |                                                               | | | |                                                              |
| 2013 | Immer immer mehr A, P Shindy feat. Bushido & Sido             | — | AT62 (1 Wo.)AT | — | Charteinstieg: 5. Juli 2013                                  |
| 2013 | Springfield A, P Shindy feat. Bushido                         | DE88 (1 Wo.)DE | — | — | Charteinstieg: 26. Juli 2013                                 |
| 2013 | Mein Shit A, P Shindy                                         | DE52 (1 Wo.)DE | AT55 (1 Wo.)AT | — | Charteinstieg: 16. August 2013                               |
| 2014 | Fotzen A, P Bushido                                           | DE56 (1 Wo.)DE | AT63 (1 Wo.)AT | CH57 (1 Wo.)CH | Charteinstieg: 28. Februar 2014                              |
| 2014 | Jeder meiner Freunde A, P Bushido                             | DE58 (1 Wo.)DE | AT70 (1 Wo.)AT | CH73 (1 Wo.)CH | Charteinstieg: 28. Februar 2014                              |
| 2014 | Mitten in der Nacht A, P Bushido                              | DE64 (1 Wo.)DE | — | — | Charteinstieg: 28. Februar 2014                              |
| 2014 | Nie ein Rapper II A, P Bushido                                | DE81 (1 Wo.)DE | — | CH68 (1 Wo.)CH | Charteinstieg: 28. Februar 2014                              |
| 2014 | AMG A, P Bushido feat. Shindy                                 | DE83 (1 Wo.)DE | — | — | Charteinstieg: 28. Februar 2014                              |
| 2014 | Julius Caesar P Shindy                                        | DE71 (1 Wo.)DE | — | — | Charteinstieg: 24. Oktober 2014                              |
| 2015 | Butterfly Effect A, P Bushido                                 | DE43 (3 Wo.)DE | AT51 (1 Wo.)AT | — | Charteinstieg: 27. Februar 2015                              |
| 2015 | POV A, P Bushido                                              | DE53 (1 Wo.)DE | AT73 (1 Wo.)AT | — | Charteinstieg: 27. Februar 2015                              |
| 2015 | Junge A, P Bushido                                            | DE55 (1 Wo.)DE | — | — | Charteinstieg: 27. Februar 2015                              |
| 2015 | Tempelhofer Junge A, P Bushido                                | DE56 (1 Wo.)DE | AT68 (1 Wo.)AT | — | Charteinstieg: 27. Februar 2015                              |
| 2015 | Kommt Zeit kommt Rat A, P Bushido                             | DE63 (1 Wo.)DE | — | — | Charteinstieg: 27. Februar 2015                              |
| 2015 | Sonny und die Gang A, P Bushido                               | DE67 (1 Wo.)DE | AT74 (1 Wo.)AT | — | Charteinstieg: 27. Februar 2015                              |
| 2015 | Wenn der Beat nicht mehr läuft A, P Bushido                   | DE68 (1 Wo.)DE | — | — | Charteinstieg: 27. Februar 2015                              |
| 2015 | Schluss mit Gerede A, P Bushido                               | DE77 (1 Wo.)DE | — | — | Charteinstieg: 27. Februar 2015                              |
| 2015 | Lila Scheine lügen nicht A, P Bushido                         | DE85 (1 Wo.)DE | — | — | Charteinstieg: 27. Februar 2015                              |
| 2015 | Ich muss gucken wo ich bleib A, P Bushido                     | DE97 (1 Wo.)DE | — | — | Charteinstieg: 27. Februar 2015                              |
| 2016 | Sex ohne Grund A, P Ali Bumaye feat. Nico Santos & Shindy     | DE27 Platin · (25 Wo.)DE | AT42 (1 Wo.)AT | — | Charteinstieg: 10. Juni 2016 Verkäufe: + 400.000             |
| 2016 | Kimbo Slice A, P Ali Bumaye feat. Bushido & Shindy            | — | — | CH76 (1 Wo.)CH | Charteinstieg: 10. Juni 2016                                 |
| 2016 | Art of War A, P Shindy feat. Bushido                          | — | — | CH98 (1 Wo.)CH | Charteinstieg: 20. November 2016                             |
| 2017 | Black Friday A, P Bushido                                     | DE28 (2 Wo.)DE | AT43 (1 Wo.)AT | CH26 (1 Wo.)CH | Charteinstieg: 16. Juni 2017                                 |
| 2017 | Echte Berliner A, P Bushido feat. AK Ausserkontrolle          | DE40 (2 Wo.)DE | AT67 (1 Wo.)AT | — | Charteinstieg: 16. Juni 2017                                 |
| 2017 | Oma Lise A, P Bushido                                         | DE42 (1 Wo.)DE | AT52 (1 Wo.)AT | CH33 (1 Wo.)CH | Charteinstieg: 16. Juni 2017                                 |
| 2017 | Geschlossene Gesellschaft A, P Bushido                        | DE56 (1 Wo.)DE | — | — | Charteinstieg: 16. Juni 2017                                 |
| 2017 | So lange A, P Bushido                                         | DE63 (1 Wo.)DE | — | — | Charteinstieg: 16. Juni 2017                                 |
| 2017 | Ground Zero A, P Bushido                                      | DE71 (1 Wo.)DE | — | — | Charteinstieg: 16. Juni 2017                                 |
| 2017 | Das Original A, P Prinz Pi feat. Mark Forster                 | DE59 (1 Wo.)DE | — | — | Charteinstieg: 10. November 2017                             |
| 2018 | Inshallah A, P Bushido feat. Capital Bra                      | DE3 (7 Wo.)DE | AT3 (6 Wo.)AT | CH2 (5 Wo.)CH | Charteinstieg: 5. Oktober 2018                               |
| 2018 | Maybach A, P Capital Bra feat. Bushido                        | DE16 (3 Wo.)DE | — | CH16 (2 Wo.)CH | Charteinstieg: 9. November 2018                              |
| 2018 | Schüsse fallen A, P Capital Bra feat. Samra                   | DE40 (2 Wo.)DE | — | — | Charteinstieg: 9. November 2018                              |
| 2018 | Lass mal diese A, P Capital Bra feat. Olexesh                 | DE41 (2 Wo.)DE | — | — | Charteinstieg: 9. November 2018                              |
| 2018 | Ya Salam A, P Capital Bra                                     | DE68 (1 Wo.)DE | — | — | Charteinstieg: 9. November 2018                              |
| 2018 | Gucci Capi Tief A, P Capital Bra                              | DE74 (1 Wo.)DE | — | — | Charteinstieg: 9. November 2018                              |
| 2019 | Bye Bye A, P Capital Bra feat. Nimo                           | DE7 (9 Wo.)DE | AT6 (1 Wo.)AT | CH12 (1 Wo.)CH | Charteinstieg: 19. April 2019                                |
| 2019 | Schon ok A, P Capital Bra                                     | DE30 (2 Wo.)DE | — | — | Charteinstieg: 19. April 2019                                |
| 2019 | Mexican Mafia A, P Capital Bra                                | DE34 (1 Wo.)DE | — | — | Charteinstieg: 19. April 2019                                |
| 2019 | Leg A, P Capital Bra                                          | DE37 (1 Wo.)DE | — | — | Charteinstieg: 19. April 2019                                |
| 2019 | Kalt A, P Capital Bra                                         | DE39 (2 Wo.)DE | — | — | Charteinstieg: 19. April 2019                                |
| 2019 | Purple Rain P Capital Bra & Samra feat. Santos                | DE50 Gold · (3 Wo.)DE | — | — | Charteinstieg: 25. Oktober 2019 Verkäufe: + 200.000          |
| 2019 | Lieber Gott A, P Capital Bra & Samra                          | DE62 (2 Wo.)DE | — | — | Charteinstieg: 25. Oktober 2019                              |
| 2019 | So alleine A, P Capital Bra & Samra                           | DE87 (1 Wo.)DE | — | — | Charteinstieg: 25. Oktober 2019                              |
| 2020 | Ey hawar A, P Eno feat. Xatar                                 | DE53 (2 Wo.)DE | — | — | Charteinstieg: 28. Februar 2020                              |
| 2020 | Tief in die Nacht A, P Samra feat. Capital Bra                | — | AT35 (1 Wo.)AT | CH37 (1 Wo.)CH | Charteinstieg: 26. April 2020                                |
| 2020 | 7 Stunden A, P Lea feat. Capital Bra                          | DE10 Platin · (17 Wo.)DE | AT14 (8 Wo.)AT | CH27 Gold · (5 Wo.)CH | Charteinstieg: 5. Juni 2020 Verkäufe: + 410.000              |
| 2020 | Augen zu A, P Elif feat. Samra                                | DE9 (8 Wo.)DE | AT28 (2 Wo.)AT | CH40 (2 Wo.)CH | Charteinstieg: 11. September 2020                            |
| 2020 | Einsam an der Spitze A, P Capital Bra                         | DE2 (6 Wo.)DE | AT2 (5 Wo.)AT | CH5 (6 Wo.)CH | Charteinstieg: 25. September 2020                            |
| 2020 | Fast Life 2 P Albi & Azet                                     | DE24 (5 Wo.)DE | AT17 (3 Wo.)AT | CH13 (3 Wo.)CH | Charteinstieg: 27. September 2020                            |
| 2020 | Makarov Komplex II A, P Capital Bra                           | — | AT22 (1 Wo.)AT | CH31 (1 Wo.)CH | Charteinstieg: 27. September 2020                            |
| 2020 | White Nights A, P Kalazh44 feat. Capital Bra                  | DE42 (2 Wo.)DE | — | — | Charteinstieg: 9. Oktober 2020                               |
| 2020 | Wenn ich will A, P Capital Bra feat. Loredana                 | DE— aDE | — | CH78 (1 Wo.)CH | Charteinstieg: 9. Oktober 2020                               |
| 2021 | Star A, P Samra                                               | DE— bDE | AT49 (1 Wo.)AT | CH49 (1 Wo.)CH | Charteinstieg: 2. Mai 2021                                   |
| 2022 | Kampfgeist V A, P Kontra K                                    | DE34 (2 Wo.)DE | — | — | Charteinstieg: 2. September 2022                             |
| 2022 | Nur für dich A, P Kontra K                                    | DE42 Gold · (17 Wo.)DE | AT73 (1 Wo.)AT | — | Charteinstieg: 13. September 2022 Verkäufe: + 300.000        |

## Sonderveröffentlichungen
| Jahr | Titel Album                                    | Anmerkungen                                                                     |
| ---- | ---------------------------------------------- | ------------------------------------------------------------------------------- |
| 2007 | Ich kling wie was Bad Boys I (Premium-Edition) | Erstveröffentlichung: 2007 Interpretation: MOK                                  |
| 2008 | Deutscha Bad Boy –                             | Erstveröffentlichung: 11. Januar 2008 Interpretation: Fler                      |
| 2008 | Warum bist Du so? –                            | Erstveröffentlichung: 29. Februar 2008 Interpretation: Fler                     |
| 2009 | Eine Chance/Zu Gangsta –                       | Erstveröffentlichung: 28. August 2009 Interpretation: Sonny Black & Frank White |
| 2011 | Nie an mich geglaubt –                         | Erstveröffentlichung: 11. Februar 2011 Interpretation: Fler; mit Beatzarre      |
| 2011 | Minutentakt –                                  | Erstveröffentlichung: 25. März 2011 Interpretation: Fler; mit Beatzarre         |

## Statistik

### Chartauswertung
|                       | DE    | AT    | CH    |
| --------------------- | ----- | ----- | ----- |
| Nummer-eins-Singles   | DE—DE | AT—AT | CH—CH |
| Top-10-Singles        | DE1DE | AT—AT | CH—CH |
| Singles in den Charts | DE1DE | AT1AT | CH1CH |

|                       | DE      | AT      | CH      |
| --------------------- | ------- | ------- | ------- |
| Nummer-eins-Singles   | DE18DE  | AT11AT  | CH7CH   |
| Top-10-Singles        | DE63DE  | AT47AT  | CH39CH  |
| Singles in den Charts | DE183DE | AT128AT | CH115CH |

|                       | DE      | AT      | CH      |
| --------------------- | ------- | ------- | ------- |
| Nummer-eins-Singles   | DE18DE  | AT12AT  | CH7CH   |
| Top-10-Singles        | DE59DE  | AT45AT  | CH38CH  |
| Singles in den Charts | DE175DE | AT122AT | CH110CH |

### Auszeichnungen für Musikverkäufe
Platin-Schallplatte
- Italien
  - 2017: für die Autorenbeteiligung/Produktion Quando sono lontano (Clementino)

Anmerkung: Auszeichnungen in Ländern aus den Charttabellen bzw. Chartboxen sind in ebendiesen zu finden.
| Land/RegionAuszeichnungen für Musikverkäufe (Land/Region, Auszeichnungen, Verkäufe, Quellen) | Gold       | Platin       | Verkäufe   | Quellen           |
| -------------------------------------------------------------------------------------------- | ---------- | ------------ | ---------- | ----------------- |
| Deutschland (BVMI)                                                                           | 40× Gold40 | 23× Platin23 | 16.900.000 | musikindustrie.de |
| Italien (FIMI)                                                                               | —          | Platin1      | 50.000     | fimi.it           |
| Österreich (IFPI)                                                                            | 12× Gold12 | 7× Platin7   | 390.000    | ifpi.at           |
| Schweiz (IFPI)                                                                               | 2× Gold2   | 15× Platin15 | 350.000    | hitparade.ch      |
| Insgesamt                                                                                    | 54× Gold54 | 46× Platin46 |            |                   |